# Demanufacture
Demanufacture é o segundo álbum de estúdio da banda norte-americana de metal industrial, Fear Factory, lançado em 1995.
É considerado um dos melhores álbuns da banda e do género musical, com riffs pesadíssimos e produção perfeita. Serviu de influência para metade das futuras bandas de metal industrial. O álbum continua explorando o conceito do homem versuas a máquina, como no álbum anterior. Este álbum é a primeira aparição do baixista Christian Olde Wolbers (embora o guitarrista Dino Cazares tenha tocado o baixo no álbum), contribuindo com a faixa "Pisschrist" a música "Zero Signal" fez parte da trilha sonora do filme Mortal Kombat.

## Faixas
Todas as faixas por Burton C. Bell, Dino Cazares e Raymond Herrera, exceto onde anotado.
1. "Demanufacture" – 4:13
2. "Self Bias Resistor" – 5:12
3. "Zero Signal" (Cazares/Herrera) – 5:57
4. "Replica" (Cazares/Herrera) – 3:56
5. "New Breed" (Cazares/Herrera) – 2:49
6. "Dog Day Sunrise" (Cover de Head of David) – 4:45
7. "Body Hammer" – 5:05
8. "Flashpoint" – 2:53
9. "H-K (Hunter-Killer)" – 5:17
10. "Pisschrist" – 5:25
11. "A Therapy for Pain" – 9:43
12. "Your Mistake" (Cover de Agnostic Front) – 1:30
13. "¡Resistancia!" – 2:55
14. "New Breed (Remixada)" - 2:59

## Paradas
| Críticas profissionais                                                      | Críticas profissionais |
| Avaliações da crítica                                                       | Avaliações da crítica  |
| Fonte                                                                       | Avaliação              |
| --------------------------------------------------------------------------- | ---------------------- |
| Allmusic                                                                    | [ 4 ]                  |
| Zona-Zero                                                                   | [ 5 ]                  |
| Esta tabela precisa de ser acompanhada por texto em prosa. Consulte o guia. |                        |

Álbum
| Parada (1995) | Posição |
| ------------- | ------- |
| Heatseekers   | 26      |

## Créditos
- Burton C. Bell - Vocal
- Dino Cazares - Guitarra/Baixo
- Christian Olde Wolbers - Baixo
- Raymond Herrera - Bateria